# Agriornis murinus
Gaúcho-pequeno ou gauchinho (Agriornis murinus) é uma espécie de ave da família Tyrannidae.
Pode ser encontrada nos seguintes países: Argentina, Bolívia, Paraguai e Uruguai.
Os seus habitats naturais são: matagal árido tropical ou subtropical.